# What Happens to My Family?
What Happens to My Family? (hangul: 가족끼리 왜 이래; rr: Gajokggiri Wae Irae) é uma série de televisão sul-coreana exibida pela KBS2 de 16 de agosto de 2014 a 15 de fevereiro de 2015, estrelada por Yoo Dong-geun, Kim Hyun-joo, Kim Sang-kyung, Yoon Park e Park Hyung-sik.

## Elenco
- Yoo Dong-geun como Cha Soon-bong
- Kim Hyun-joo como Cha Kang-shim
- Kim Sang-kyung como Moon Tae-joo
- Yoon Park como Cha Kang-jae
- Park Hyung-sik como Cha Dal-bong
- Son Dam-bi como Kwon Hyo-jin
- Nam Ji-hyeon como Kang Seo-wool
- Seo Kang-joon como Yoon Eun-ho
- Yang Hee-kyung como Cha Soon-geum
- Kim Jung-nan como Noh Young-seol
- Kim Jung-min como Seo Joong-baek
- Kim Yong-gun como Moon Tae-oh
- Kim Il-woo como Kwon Ki-chan
- Kyeon Mi-ri como Heo Yang-geum
- Na Young-hee como Baek Seol-hee
- Song Jae-hee como Byun Woo-tak

## Prêmios e indicações
| Ano  | Prêmio                                      | Categoria                                                | Recipiente                    | Resultado |
| ---- | ------------------------------------------- | -------------------------------------------------------- | ----------------------------- | --------- |
| 2014 | 3rd APAN Star Awards                        | Prêmio de excelência no topo, ator em uma série de drama | Yoo Dong-geun                 | Indicado  |
| 2014 | 3rd APAN Star Awards                        | Prêmio de excelência, ator em uma série de drama         | Kim Sang-kyung                | Indicado  |
| 2014 | 3rd APAN Star Awards                        | Prêmio de excelência, atriz em uma série de drama        | Kim Hyun-joo                  | Indicado  |
| 2014 | 3rd APAN Star Awards                        | Melhor novo ator                                         | Park Hyung-sik                | Indicado  |
| 2014 | 22nd Korea Culture and Entertainment Awards | Melhor drama                                             | What's With This Family       | Venceu    |
| 2014 | 2014 KBS Drama Awards                       | Grande prêmio (Daesang)                                  | Yoo Dong-geun                 | Venceu    |
| 2014 | 2014 KBS Drama Awards                       | Prêmio de excelência no topo, ator                       | Yoo Dong-geun                 | Indicado  |
| 2014 | 2014 KBS Drama Awards                       | Prêmio de excelência no topo, ator                       | Kim Sang-kyung                | Indicado  |
| 2014 | 2014 KBS Drama Awards                       | Prêmio de excelência no topo, atriz                      | Kim Hyun-joo                  | Venceu    |
| 2014 | 2014 KBS Drama Awards                       | Prêmio de excelência, ator em uma série de drama         | Yoo Dong-geun                 | Indicado  |
| 2014 | 2014 KBS Drama Awards                       | Prêmio de excelência, ator em uma série de drama         | Kim Sang-kyung                | Venceu    |
| 2014 | 2014 KBS Drama Awards                       | Prêmio de excelência, atriz em uma série de drama        | Kim Hyun-joo                  | Indicado  |
| 2014 | 2014 KBS Drama Awards                       | Prêmio de excelência, atriz em uma série de drama        | Yang Hee-kyung                | Indicado  |
| 2014 | 2014 KBS Drama Awards                       | Melhor ator coadjuvante                                  | Son Dam-bi                    | Indicado  |
| 2014 | 2014 KBS Drama Awards                       | Melhor novo ator                                         | Park Hyung-sik                | Venceu    |
| 2014 | 2014 KBS Drama Awards                       | Melhor novo ator                                         | Seo Kang-joon                 | Indicado  |
| 2014 | 2014 KBS Drama Awards                       | Melhor nova atriz                                        | Nam Ji-hyeon                  | Venceu    |
| 2014 | 2014 KBS Drama Awards                       | Melhor escritor                                          | Kang Eun-kyung                | Venceu    |
| 2014 | 2014 KBS Drama Awards                       | Prêmio de melhor casal                                   | Kim Sang-kyung e Kim Hyun-joo | Venceu    |
| 2014 | 2014 KBS Drama Awards                       | Prêmio de melhor casal                                   | Park Hyung-sik e Nam Ji-hyeon | Venceu    |

## Exibição
| País          | Emissora | Data de estreia      | Data de encerramento    | Título           |
| ------------- | -------- | -------------------- | ----------------------- | ---------------- |
| Coreia do Sul | KBS2     | 16 de agosto de 2014 | 15 de fevereiro de 2015 | 가족끼리 왜 이래 |

## Adaptações
- Baba Candır, série turca de 2015 produzida por MF Yapım para TRT 1, e estrelada por Settar Tanrıöğen, Uraz Kaygılaroğlu, Berna Koraltürk, Melis Tüzüngüç e Özgün Karaman.
- ¿Qué le pasa a mi familia?, telenovela mexicana de 2021 produzida por Juan Osorio para Televisa, e estrelada por Eva Cedeño e Mane de la Parra.